# Шривер (Луїзіана)
Шривер (англ. Schriever) — переписна місцевість (CDP) в США, в окрузі Террбонн штату Луїзіана. Населення — 6711 особа (2020).

## Географія
Шривер розташований за координатами 29°44′6″ пн. ш. 90°49′51″ зх. д. / 29.73500° пн. ш. 90.83083° зх. д. (29.735074, -90.830833).  За даними Бюро перепису населення США в 2010 році переписна місцевість мала площу 37,22 км², з яких 37,06 км² — суходіл та 0,16 км² — водойми.

## Демографія
Згідно з переписом 2010 року, у переписній місцевості мешкали 6853 особи в 2440 домогосподарствах у складі 1735 родин. Густота населення становила 184 особи/км².  Було 2613 помешкання (70/км²).
Расовий склад населення:
| - 69,1 % — білих - 25,9 % — чорних або афроамериканців - 1,4 % — корінних американців - 0,5 % — азіатів - 1,3 % — осіб інших рас |

До двох чи більше рас належало 1,8 %. Частка іспаномовних становила 3,3 % від усіх жителів.
За віковим діапазоном населення розподілялося таким чином: 25,3 % — особи молодші 18 років, 65,4 % — особи у віці 18—64 років, 9,3 % — особи у віці 65 років та старші. Медіана віку мешканця становила 31,8 року. На 100 осіб жіночої статі у переписній місцевості припадало 95,6 чоловіків;  на 100 жінок у віці від 18 років та старших — 94,7 чоловіків також старших 18 років.
Середній дохід на одне домашнє господарство  становив 59 554 долари США (медіана — 46 652), а середній дохід на одну сім'ю — 66 439 доларів (медіана — 50 179). Медіана доходів становила 62 500 доларів для чоловіків та 28 513 долари для жінок. За межею бідності перебувало 21,5 % осіб, у тому числі 24,7 % дітей у віці до 18 років та 23,3 % осіб у віці 65 років та старших.
Цивільне працевлаштоване населення становило 3216 осіб. Основні галузі зайнятості: освіта, охорона здоров'я та соціальна допомога — 17,8 %, мистецтво, розваги та відпочинок — 14,6 %, роздрібна торгівля — 10,3 %, будівництво — 9,7 %.